# Prakash John
Prakash John (1 de agosto de 1947) es un bajista nacido en Bombay, India y nacionalizado canadiense. Es reconocido por haber grabado con bandas y artistas como Lou Reed, Alice Cooper, Steve Hunter, Funkadelic y Dick Wagner.

## Discografía
- Lou Reed - Rock 'n' Roll Animal
- Lou Reed - Lou Reed Live
- Lou Reed - Sally Can't Dance
- American Flyer - Spirit of a Woman
- Parliament - Chocolate City
- Funkadelic - America Eats its Young
- Rory Block - Rory Block[2]
- Steve Hunter - Swept Away
- Dick Wagner - Dick Wagner
- Alice Cooper - Welcome to my Nightmare
- Alice Cooper - Lace And Whiskey
- Alice Cooper - The Alice Cooper Show
- Gene MacLellan - If It's Alright With You
- Alice Cooper - Dada
- The Lincolns - Take One
- The Lincolns - Funky, Funky, Funky
- Blues Brothers - Blues Brothers 2000
- Jimi B - Jimi B